# Wani (Gruzja)
Wani (gruz. ვანი) – miasto zachodniej Gruzji, w Imeretii, nad rzeką Sulori (dopływ Rioni), 41 km na południowy zachód od Kutaisi, siedziba administracyjna gminy Wani. W 2014 roku liczyło 3744 mieszkańców.
W mieście znajduje się założone w 1985 roku muzeum, w którym wystawione są eksponaty dotyczące starożytnej Kolchidy.

## Miasta partnerskie
- Fallon, Nevada, Stany Zjednoczone[2]
- Aszkelon, Izrael – Od 1990 roku[3]
- Prosser, Waszyngton, Stany Zjednoczone – od 2010 roku[4]
- Amwrosijiwka, Ukraina – od 2011 roku[5]